# Leucanopsis epinephete
Leucanopsis epinephete är en fjärilsart som beskrevs av George Francis Hampson 1920. Leucanopsis epinephete ingår i släktet Leucanopsis och familjen björnspinnare. Inga underarter finns listade i Catalogue of Life.